# Мулянка
Мулянка е река в Пермски край на Русия. Тя е ляв приток на Кама.
Дължината ѝ е 52 км. Площта на басейна и е 460,7 кв. км. Влива се в Кама при град Перм.